# Anton Sjarow
Anton Sjarow (* 29. Dezember 1963 in Plowdiw) ist ein bulgarischer Musiker. 
Nach dem Studium in Bulgarien, an der Jazz Academy in Antwerpen und am Königlichen Konservatorium in Brüssel konzertierte er in A-Philharmonieorchestern, modernen Formationen, Jazz-, Fernseh- und Studioproduktionen in Paris, Budapest, Prag und Brüssel. Seine musikalische Kapazität erstreckt sich über Klassik, Pop, Rock, Jazz, Latin, Tango, Klezmer. Der Musiker lebt seit 1997 in Minden, arbeitet an eigenen CD-Produktionen und ist neben Konzertauftritten als Geigendozent in Mindens tätig. Sjarow wirkte an 20 CD-Produktionen mit. 
| Personendaten    | Personendaten        |
| ---------------- | -------------------- |
| NAME             | Sjarow, Anton        |
| KURZBESCHREIBUNG | bulgarischer Musiker |
| GEBURTSDATUM     | 29. Dezember 1963    |
| GEBURTSORT       | Plowdiw              |